# Luke Hemsworth
Luke Hemsworth (Melbourne, 1980. november 5. –) ausztrál színész.
Legismertebb szerepe Nathan Tyson a Szomszédok című ausztrál televíziós sorozatban, valamint Ashley Stubbs a HBO Westworld című sci-fi sorozatából.

## Fiatalkora
Hemsworth Melbourneben (Ausztrália) született, Leonie nevű angol tanár és Craig Hemsworth szociális tanácsadó fiaként. Két fiatalabb testvére van, Chris Hemsworth és Liam Hemsworth, akik szintén színészek. Anyai nagyapja holland bevándorló volt, míg a másik őse angol, ír, skót és német származású. 2007-ben feleségül vette Samantha Hemsworth-ot, három közös gyermekük született; Ella, Holly és Harper Rose.

## Pályafutása
Hemsworth a Nemzeti Drámai Művészeti Intézetben tanult színészetet. 2001-ben Nathan Tysonk karaktereként kezdte pályafutását a Szomszédok című ausztrál szappanoperában. Elsősorban televíziós színészként Hemsworth olyan sorozatokban szerepelt, mint A Nyereg Klub, a Blue Heelers: Kisvárosi zsaruk, a Last Man Standing, az All Saints és a Bordélyház. 2012-ben a 6 részből álló Bikie Wars: Brothers in Arms minisorozatban Gregory "Shadow" Campbell-ként szerepelt. 

## Filmográfia

### Film
| Év   | Magyar cím                    | Eredeti cím                                  | Szerep                | Magyar hang    |
| ---- | ----------------------------- | -------------------------------------------- | --------------------- | -------------- |
| 2014 |                               | The Reckoning                                | Jason Pearson nyomozó |                |
| 2014 | Az anomália                   | The Anomaly                                  | Richard Elkin ügynök  |                |
| 2014 | Gyilkosság három felvonásban  | Kill Me Three Times                          | Dylan Smith           | Géczi Zoltán   |
| 2015 | Mentőakció                    | Infini                                       | Charlie Kent          | Dózsa Zoltán   |
| 2016 |                               | Science Fiction Volume One: The Osiris Child | Travek                |                |
| 2017 |                               | Hickok                                       | Wild Bill Hickok      |                |
| 2017 | Thor: Ragnarök                | Thor: Ragnarok                               | színész Thor (cameo)  | Schmied Zoltán |
| 2017 |                               | Encounter                                    | Will Fleming          |                |
| 2017 |                               | River Runs Red                               | Von                   |                |
| 2018 |                               | We Are Boats                                 | Lucas                 |                |
| 2019 |                               | Crypto                                       | Caleb                 |                |
| 2020 | Halálom napja                 | Death of Me                                  | Neil                  | Schmied Zoltán |
| 2022 | Thor: Szerelem és mennydörgés | Thor: Love and Thunder                       | színész Thor (cameo)  | Schmied Zoltán |
| 2022 |                               | Bosch & Rockit                               | Bosch                 |                |
| 2023 | A győztes gól                 | Next Goal Wins                               | Keith                 | Csőre Gábor    |
| 2023 | Utolér a végzet               | Bad Hombres                                  | Donnie                |                |
| 2024 | Maga a pokol                  | Land of Bad                                  | Abell őrmester        | Schmied Zoltán |
| 2024 | Gunner                        | Gunner                                       | Lee Gunner            | Schmied Zoltán |

### Televízió
| Év        | Magyar cím                             | Eredeti cím                  | Szerep                    | Megjegyzések                                 |
| --------- | -------------------------------------- | ---------------------------- | ------------------------- | -------------------------------------------- |
| 2001–2008 | Szomszédok                             | Neighbours                   | Nathan Tyson              | 10 epizód                                    |
| 2001–2008 | Szomszédok                             | Neighbours                   | John Carter               | 3 epizód                                     |
| 2003      | A Nyereg Klub (Fenyvesvölgyi kalandok) | The Saddle Club              | Simon                     | 1 epizód                                     |
| 2004      | Blue Heelers: Kisvárosi zsaruk         | Blue Heelers                 | Glen Peters               | 2 epizód                                     |
| 2005      |                                        | Last Man Standing            | Shannon Gazal             | 3 epizód                                     |
| 2005      | Szentek kórháza                        | All Saints                   | Ben Simpson               | 1 epizód                                     |
| 2007      | Bordélyház                             | Satisfaction                 | Paul                      | 1 epizód                                     |
| 2008      | Elefánt hercegnő                       | The Elephant Princess        | Harry nagybácsi           | 1 epizód                                     |
| 2009      |                                        | Carla Cametti PD             | villanyszerelő            | 1 epizód                                     |
| 2009      |                                        | Tangle                       | John                      | 2 epizód                                     |
| 2011      |                                        | The Bazura Project           | Villain                   | 1 epizód                                     |
| 2012      |                                        | Bikie Wars: Brothers in Arms | Gregory "Shadow" Campbell | minisorozat (6 epizód)                       |
| 2012      | Nyertesek és lúzerek                   | Winners & Losers             | Jackson Norton            | 2 epizód                                     |
| 2016–2022 | Westworld                              | Westworld                    | Ashley Stubbs             | - főszereplő - magyar hangja: - Géczi Zoltán |
| 2021      |                                        | Young Rock                   | Erickson edző             | 2 epizód                                     |
| 2025      |                                        | Deadloch                     | Jason Wade                |                                              |